# 特命係長 只野仁 (テレビドラマ)
『特命係長 只野仁』（とくめいかかりちょう ただのひとし）は、漫画『特命係長 只野仁』を原作として、制作された日本の実写映像化作品シリーズ。
本項での「1st」は1stシーズン、「SP」はスペシャル、「AbemaTV」はAbemaTVオリジナルを表す。

## 概要
2003年より連続ドラマや単発ドラマとして定期的に放送、または配信している。本作は以下の様な特色を持つ。
主演の高橋克典の年齢を感じさせない肉体美とアクション シーン（一人で大勢の敵を鮮やかに倒す）。
深夜枠での放送を生かしたお色気多目の映像表現（AV女優などをキャスティングして、女性の半裸などが頻繁に登場）
- ただし、スペシャル版では放送時間の都合上お色気シーンがやや少なめでモザイクなどの修正が入ったり、映らないアングルになっていたりする（モザイクが入らないこともある）。
- 4thも木曜ドラマ枠で放送されたことから、お色気シーンが全体的に規制された。ただし、それを逆手に取ったギャグも盛り込まれている（女性の乳房をモザイクではなく小道具や遠近法でうまく隠している等）。

基本的に原作通りの荒唐無稽・（いい意味で）バカバカしいストーリー展開
只野が女を自分に一目惚れさせて ホテルへ行き、抜群のベッドテクニックを駆使して情報を聞き出す “お約束”シーンが男の願望を満たす。
- この際、只野が行為に及んでいる最中に「フン! フン! フン!」という声を発する。

話の構成が一般サラリーマンでも理解・共感し易い設定となっている。
話が一話完結（原作では2〜5回分に相当する量）の構成になっており、初めて見る人に優しく数回見逃した視聴者も容易に視聴復帰し易い。
レギュラー放送の話数表示は他のドラマのシリーズでは滅多に見られない通算話数を採用している（1stは第11話で終了しているが、2ndはその続きの「第12話」から開始している。以降も同じ流れ）。
回によっては、高橋克典のナレーションが入ったり、各回のターゲットとなる人物が黒縁の白い文字で表示されることがある。
オープニングは放送から10分程で大森章督による只野のキャラクターについて説明するナレーションを挿入する。エンディングは主題歌をバックに只野が白いシャツに黒いズボン、サングラスという格好で煙草を吸いながら波打ち際を歩いている。
- どちらも流れは変わっていないがスペシャル第5弾からオープニングが2代目にリニューアルされた[注 2]。ファイナルは初代のオープニングに戻っていたが、AbemaTVオリジナルは2代目のオープニングを再度使用している。
- エンディングは1stから一貫して同じ映像である為、後期のシリーズ（スペシャル第2弾以降）で本編がハイビジョン制作に移行されてもエンディングのみ標準画質でサイドパネルを貼ったものとなっている。
- DVDのミニドラマは佐川和男（2nd）や野村俊夫と久保順平（3rd）なども同様の方法で行われる。

3rdは全話を通して、只野と森脇の情報交換はサウナ・メイド喫茶・電王堂社内のいずれかで行われ、電王堂社屋の屋上では行われていない。
高橋の母の従兄弟にあたる梅宮辰夫が電王堂会長の黒川重蔵として出演している。第31話は娘の梅宮アンナがゲスト出演した。

## 改変箇所
原作では只野は一匹狼として活躍するがドラマ版は“もう一人の特命社員” 森脇（ドラマ オリジナルキャラ）とコンビを組んでいる設定となっている。2ndからはギャグとコメディの描写が大幅に増えた。
ストーリーはドラマ オリジナルの話が多く、殺人や自殺、企業の不正などが絡むサスペンスなものが多い。原作ではその話の登場人物が非業の死を遂げたり、破滅したりすることが多いがドラマでは改心するなど救いのある展開となっている。逆に悪人と言うほどでもないキャラクターが心底 悪党になって只野に倒されるケースもある。原作での特命は大半が電王堂の社員に関するものだが、ドラマは名の通った著名人に関する特命が多い。
只野の名前の読みに関して、ドラマは電王堂のネームプレート ＝ 社員証にローマ字で「TADANO JIN」と記載されているが、「ただのじん」と名乗る機会は少ない（1st第2話など）。
ドラマで只野の使う格闘技は空手というより、ブルース・リーのアクション（＝ジークンドー、ジュンファン・グンフー）をイメージしたものであり、上半身は裸で怪鳥音を発して戦うことが多い。作品初期の只野のライバル　カミソリの竜は原作よりも実力と残酷性が強く描写されているが登場は一度限りである。
この他、原作では黒川会長の孫である坪内紀子がドラマでは娘。新水が勤務するテレビ局の局名が異なる。原作では巨乳の新水が貧乳。原作での野村課長の部下の今岡が久保順平に名前が変更。ドラマ オリジナルキャラの足立和美（後に原作にも登場）が登場するなどの細かいオリジナル要素が付加された。黒川会長の頭はスキンヘッドではなく、髪を生やしている。
一方で原作では佐川和男のキャラクターがドラマ以上に深く描かれており、熟年離婚や自律神経失調症などのトラブルを抱えている。原作漫画とは異なり、入社のきっかけは不明。

## キャスト
1stシーズンからのレギュラーは主役の高橋と、櫻井、永井、田山、近江谷、斉藤、三浦、梅宮の8人である。
※のある出演者は、放映された（AbemaTVオリジナル版では初回配信）時点でAV女優だった者である。

### 電王堂
只野仁（ただの じん）
演 - 高橋克典
本作の主人公｡大手広告代理店 電王堂（でんおうどう）の総務二課係長で、社員番号は0005235。原作では年齢不詳（ファイナルでは30代とされている）。本名は「ただのじん」。周囲には「ジン」の方ではなく「ただの人」とちゃかして「ただのひとし」の通称で呼ばれている。
昼は冴えないダメな社員を装っているが夜は本当の姿である黒川会長直属の特命係長として、部下である森脇と共に事件の真相調査と解決を生業としている。夜の活動が多いため、昼の総務二課では会長からの緊急の呼び出しや徹夜のせいによる昼寝などで「仕事をしている所を見たことがない」と堂々と不満を口にされる程に肩身が狭い。
会長同様に正義感は強く、不器用であっても真摯に生きる人間を殺害、または食い物にした悪人は絶対に許さない。弱者に対しては昼間の姿でもセクハラなどを見かけるとその場を上手く誤魔化す素振りをするなどで助ける位である。ただし、一度だけ係長として活動中に「甘ったれたこと言ってんじゃねーよ！」と相手を怒鳴りつけるなど熱い面も見せる（1st 第1話）。
調査能力や不正や犯罪の推理力は非常に高く、普段から鍛えている格闘術は抜群。一人でも援護無しで大勢の悪党を倒す。ヌンチャクや刀といった武器の扱いに長け、その場にある鉄パイプを武器にしたりする。大勢の悪党に囲まれてもそれらをなぎ倒す姿は特撮ヒーローや時代劇の主人公を彷彿とさせる。男性器をムチのように使って敵を倒す謎の技も持つ。
基本的に器用で変装（第10話では女装して潜入。その付き添いで電王堂に来てしまい、坪内や山吹に正体がバレそうになったが演技で誤魔化し切り抜けた）、芝居、語学もこなす。特命係長としての彼に睨まれた女は皆、虜になるが一時効かなくなった時がある。右側の乳首が異常に敏感で、得意な体位は騎乗位。特命解決の鍵を握る女性を誘惑してホテルに連れ込み、ベッドテクニックで籠絡して情報を聞き出すことが多い。
原作同様、基本的に女性には暴力は振るわない。ただし平手打ちを数回したことがあり、軽いながらも暴力を振るったことがある。夜の顔の只野は基本的にネクタイやリボンを着用しない。パーティー会場に潜入した時は入場を終えるとすぐに外してしまった。
坪内紀子（つぼうち のりこ）
演 - 櫻井淳子
電王堂 秘書課。本作のヒロインで会長付の秘書。本人は知らないが30年程前に黒川が今の妻と会う前に交際していた女性との間に産まれた娘。このことを把握しているのは黒川、只野と人事部長だけである。東亜女子大学卒業。
昼の只野を変人として嫌っており、「ただの人」と呼んでいるが1st 第1話でチンピラに襲われそうになった所を助けた夜の只野に惚れてしまう。このシーンは以後、坪内の回想として度々挿入された。只野の正体には全く気付いていない。
新水真由子とは只野を巡るライバル関係だが話が進むに連れて、女の友情が芽生え始めている。その後はAbemaTVオリジナルで互いに齢を重ねたこともあってか、ライバル関係は殆ど無くなっている。最初は只野に恋い焦がれていたが毎回逃げられているので段々と険しく素直ではない態度になり、所謂ツンデレな振る舞いを見せる様になる。営業課課長の野村からは度々アプローチされて何度か口車に乗ってデートをしたことあるが「恋愛対象にはならない」と断言している。
原作では黒川の孫娘（周囲には隠している）という設定。新水同様、只野と肉体関係にある。新水とは面識があまり無く、顔見知り程度で仲は悪い。原作・ドラマともに新水に比べて、結婚願望が強い。連載初期は野村とデートしたがすぐに相手にしなくなった。
森脇幸一（もりわき こういち）
演 - 永井大
電王堂のメールボーイ。只野の部下で後輩。美人に弱く、スケベな性格で只野から突っ込まれている。
原作・ドラマ共に身長は只野より高いが格闘センスは皆無に等しく、運動能力も低い（ポパイの様にほうれん草を食べるとまともに戦える）。基本的に格闘能力は皆無で戦闘シーンでは殴り倒されることが多いが偶然の幸運や気力などでヤクザをKOしたことがある。強くなりたいと体を鍛えているが引き締まった肉体の割りには非力。
調査能力は高く、社内は勿論、社外の情報収集能力に長ける。電王堂の社内をメールボーイとして訪問していることもあって、女性社員とは顔見知りで会話をするので社内の噂話を元に個人情報やプライベートな情報を探っている。普段から只野に同行して屋上で日焼けしたり、サウナに同行したりと仲はいいが仕事ではコキ使われたり、いい思い(主に女性の相手)は只野に持っていかれることもあって、たまに影口を叩くことがある。
変装も得意で潜入先はテレビ局（ディレクター）、ホストクラブ（新人）など。高級クラブに潜入したときは20万円以上の金額を請求されたことがある。スカジャンをよく着用している。
当初はドラマ版のオリジナル キャラクターで原作の登場は遅い。原作では騒ぎを起こしていたチンピラに注意したことから暴力を振るわれるが、その正義感を見込んだ只野に助けられて助手として雇われている。ドラマと同じでケンカは弱いが只野と協力しての乱闘ではボロボロになりながらも相手を倒すことが増えている。
山吹一恵（やまぶき かずえ）
演 - 蛯原友里（1st第1話 - ファイナル）
電王堂 総務二課。OLたちの中ではリーダー的な存在である。原作では「新」の時点で22歳で一貫して処女。
当初は特命優先で仕事も残業もしない昼間の只野のことを嫌っており、只野と佐川に女子トイレの盗撮疑惑が掛かった時は犯人扱いしていたが階段から足を踏み外した際にクッションになってくれたことで見直し、異性として意識する様になる。その後はストーリーが進行するに連れて、昼の只野に好意を抱く様になるが（1st 第10話）、只野はダメ社員を装っている為、近寄りがたい様子。原作漫画では只野は山吹が自分に関わることで危険な目に遭わない様にするために、わざとバカなことをして近付き難い様にしている。
男性経験が全く無い処女で甘い恋愛観を持っているせいか、様々な妄想をする癖がある。近年は怪力であることが判明して、只野がバカなことをしたり妄想が爆発するとすぐに突き飛ばして、只野はかなりの距離まで吹っ飛ぶ。疲労困憊だったとはいえ只野がフラつくほどの荷物を片手で持っている。劇場版では只野のピンチの場面にたまたま居合わせ、そばにあった巨大な鏡餅のオブジェを持ち上げて敵に投げ付けたりした。
原作ではおっとりしていて夢見がちな性格で優しい女性。昼の只野を見て可愛いと思い、ミステリアスな部分も相まって、当初から好意を抱いていた。ドラマでは一貫して気の強い女性として描かれている。ドラマでは酒癖が非常に悪く、佐川に絡んだりした。
吉川由梨
演 - 坂田梨香子（AbemaTV）
電王堂 総務二課。
父親を早くに亡くしていることから佐川に父性愛を感じており、他の同僚らが佐川の事を冷遇する中で彼女だけが肩を持つことがある。
岡野美香
演 - 西丸優子（AbemaTV 2）
電王堂 総務二課主任。
佐川和男（さがわ かずお）
演 - 田山涼成
電王堂 総務二課長で只野の上司。只野に愚痴をよく聞かせるが憎めない只野の良き理解者。只野も彼には親しみを持っており、定年退職を迎えた際は只野が黒川に対して再雇用を頼み（第46話）、第47話からは課長待遇となった。
劇中の愚痴は主に妻への不満が多い。時折、親父ギャグを言って、よくスベる。娘が二人いる。原作・ドラマ共に初期は只野に呆れたり、こっぴどく叱ることが多く「イヤな上司」という面が強かった。
人事異動の時期が近付いた際は自分のクビを切られるという不安から「弱者は悪事を働かないと生きられない」と愚痴る様になり、同じ様な境遇の知り合い（盗撮犯）に唆され、盗みに加担しそうになったが只野が先に盗撮犯を逮捕させたので会長から佐川に電話して、リストラはしないと断言したため悪事に手を染めることはなかった。
原作では只野の入社時は係長だった。新潟県出身（ドラマでは、福島県相馬市出身）。離婚しており、和美（なごみ）という人妻と不倫関係にあるなど、ドラマとの人物描写が最も異なる。
野村俊夫（のむら としお）
演 - 近江谷太朗
電王堂 営業課長で只野の同期。二部上場企業 野村ゴム（コンドームの会社）社長の息子でコネ入社。
希代の女好きで横浜支社のOLを孕ませたプレイボーイ。黒川によれば、女性社員を14人も手を出したという。気が小さく、弱いものには高圧的に接して弱いものイジメを楽しんでおり、社内では特に只野をいじめて楽しんでいる。坪内紀子を落とそうと毎度誘うが全く相手にされていない。合コン好きであるが全戦全敗である。1967年6月2日生まれ（2nd第15話より）。
原作では特命第一号の相手が野村で、女性トラブルの処理（ヤクザの情婦に手を出して孕ませ、つけ狙われた）だった。風俗好きの描写もあるが満足しておらず、自分には高級な女が相応しいと考えている。久保の際どいスキンシップに難儀することがあるが、その嗜好と性癖自体は許容・熟知しているらしく、自分の方から彼に対してスキンシップに及ぶことも少なくない。
原作では女たらしで女性社員の裸を透視（妄想）して悦ぶスケベだが、ドラマではプレイボーイとしての面が強く、発言は自画自賛が多い。只野の正体を知らずに追う坪内に対して「彼とは知り合い」「食事に呼んだので一緒に行きませんか」と嘘を付いて食事に誘うなど悪知恵が働くが実際に本人が現れて、坪内が追い掛けて行って終わってしまうことが大半である。原作では坪内は高嶺の花なので積極的に声を掛けられないがドラマではかなり積極的に食事やホテルに誘っている。しかし「恋愛対象には絶対にならない」と坪内に断言されている。
原作では夜の只野とは一度しか会っていないがドラマは何度か面識があり、夜の只野のことを覚えている。出会う時は昼の仕返しとばかりにからかわれることが多い。
AbemaTVオリジナル版では完全な小者になっており、デザイン部のチーフに媚びを売ってコバンザメに徹しようとしたことから久保に見捨てられた。
久保順平（くぼ じゅんぺい）
演 - 斉藤優（パラシュート部隊）
電王堂 営業課。上司の野村課長に寄り添う腰巾着で、只野が野村にいじめられている姿を見ては楽しんでいる。野村の行動を常に観察しており、2ndから野村に恋心が芽生えている描写がある。ドMらしく、3rdの頃から野村にいじられると「ありがとうございます」と言う様になる。その後は矢村の腰巾着となって、野村に見切りを付けたが後者の経緯により、野村の腰巾着と再度なっていた。
合コンのセッティングや上司へのお見舞いの品を用意したりなど小間使いとして活躍することがある。野村の方も久保のことは可愛がっており、両者の仲は至って良好。
原作での姓は今岡で階級は係長。年齢も野村より2歳年上。中盤からは野村の指示で只野を虐めることが多くなるが内心では野村をバカにしている描写もあるなど設定が大きく代わっている。ドラマでは野村を「先輩」「野村課長」と呼ぶが原作では「野村様」と呼ぶ。ドラマも次第に、この呼称で通す様になった。野村の腰巾着である理由は「無能なので生きるため」。
AbemaTVオリジナル版では野村の腰巾着から離れ、新キャラクターである後述の矢村京介にくっついている。理由は野村が自分の様なコバンザメ体質になってしまったので自分の保身が約束できなくなったため。
矢村京介
演 - 渋江譲二（AbemaTV）
電王堂 営業課長。優秀な仕事振りから久保が野村に見切りを付けて腰巾着となるが只野達と同じサウナの常連客でサウナ嬢の胸の揺れる所ばかり見ている。最終話でサウナ嬢の胸を見せろと要求して謹慎処分となった事が久保と野村の会話で明らかとなる。夢見るサウナでサウナ従業員に再就職した。
足立和美（あだち かずみ）
演 - 細野佑美子（1st - 4th）
電王堂 秘書課。「寿退社」という理由で、ファイナルには登場していない。
原作では後に登場して、坪内の後輩となる。山吹と仲が良くなり、只野のことをお互いに好いている。原作での名前は「足立 由美」となっている。
立花小百合（たちばな さゆり）
演 - 長澤奈央（ファイナル）
電王堂 秘書課。足立の後任として赴任した。彼女も昼の只野に興味を持っている。
栗本瑞枝
演 - 小槙まこ（AbemaTV / AbemaTV 2）
電王堂 秘書課。
黒川重蔵（くろがわ じゅうぞう）
演 - 梅宮辰夫
電王堂 会長。業界の表と裏を仕切る豪腕会長で社内外の表沙汰にできないトラブルを解決するため、只野に特命を下す。只野に特命を下すときは漏洩を防ぐため、森脇が配達する社内メールにより会長室に呼び出す。メールも細工がされており、只野にしか区別は出来ないようにしてある。
不正を許さない正義感の強い人間だが特命に私情が入ることがある。都内のホテルなら誰がどこに宿泊したのかを直ちに把握できる。電王堂の社内では只野の正体を知る唯一の上司で夜の只野でさえ頭が上がらない存在である。只野には右手の人差し指で「それが今回の特命だ」と指示するがその際は右手は上からビシッとではなく、下からややゆるやかに突き上げるのが特徴。電王堂 入社前は議員秘書だった（SP第1弾）。
1stでは坪内と野村が付き合っていると聞き、「緊急の事態だ。二人を別れさせろ！」と只野に特命を下し「横暴だなぁ」と愚痴を吐かれたことがある。野村の評判は知っており「14人も女性社員に手を出している女ったらし」と毛嫌いしていた。
原作ではスキンヘッドで坪内が孫娘にあたる以外はほぼ同一。連載初期は一貫して冷酷かつ冷徹で社員が優秀でも目を掛けた相手でも必要があれば会社から追い出すことも厭わない。連載後期になると表情の変化が目立つ様になり、微笑を浮かべたり、ギャグ顔になって呆れたりと人間味が増している。

#### 総務二課
- 伊藤佳美 - 須之内美帆子（1st）
- 鈴木早紀 - 能世あんな（1st）
- 川田雪江 - 田中景花（1st）
- 春野哲夫 - 加藤和樹（1st）
- 柴田留美 - 岩倉沙織（SP第1弾 / 2nd / SP第2弾）
- 近藤美奈 - 尾上康代（SP第1弾 / 2nd / SP第2弾）
- 大島小夜子 - えれな（SP第1弾 / 2nd / SP第2弾）
- 松下郁江 - 菅原舞（SP第1弾 / 2nd / SP第2弾）
- 相田夏子 - 尾藤ゆう（SP第1弾 / 2nd / SP第2弾）
- 井上さおり - 庄司麻衣（SP第3弾 - 4th）
- 君島あや - 藤澤志帆（SP第3弾 - 4th）
- 上村真樹 - 小野晴子（SP第3弾 / 3rd / SP第4弾）
- 遠藤雅子 - 山岡由実（SP第3弾 / 3rd / SP第4弾）
- 小島エリカ - 伊達あい（SP第3弾 / 3rd / SP第4弾）
- 上田満里奈 - 浦野一美（SP第5弾 / 4th）
- 斉藤美沙子 - YUKARI（SP第5弾 / 4th）
- 小林恵理 - 島田和菜（SP第5弾 / 4th）
- 西村ユカ - 若月彩子（SP第5弾 / 4th）
- 滝沢美奈子 - 阪本麻美（ファイナル）[5]
- 明菜 - 小林優美（ファイナル）
- ひとみ - 河村唯（ファイナル）[6]
- 優 - 太田彩乃（ファイナル）[7]
- 安藤聡美 - まつながひろこ[8]（AbemaTV / AbemaTV 2）
- あや - 井上早紀[9]（AbemaTV）
- 上田まり - 瑠衣夏[9]（AbemaTV）
- 遠藤詩織 - 新田祐里子[10]（AbemaTV）
- 大島エリカ - ドーキンズ英里奈[9]（AbemaTV）
- 大島玲子 - 市原佑梨[11]（AbemaTV 2）

### ジャパンテレビ
新水真由子（しんみず まゆこ）
演 - 三浦理恵子（1st第2話 - ）
ジャパンテレビの女性アナウンサー。本作のもう一人のヒロイン的存在。我侭で思ったことはスパッと口にする。最初は頼りなさそうと只野のことを毛嫌いしていたが、ストーカーから助けてもらったのをきっかけに肉体関係を持つ深い仲となる。
マスコミに入ってきた情報を只野に伝えるなど特命を裏から支えている。坪内紀子とは先述の様に只野を巡りライバル関係だが、女の友情も芽生え始めている。只野の昼と夜 両方の顔を知る数少ない人物の一人となり、只野が昼の姿であっても平気で接する様になる。
原作ではテレビ局名が「朝売テレビ」。昼の只野とは面識がない。連載初期には坪内と二度会っているが初対面から仲が悪く険悪。二度目に会った時は護衛の男（只野）に惚れた為、正体を知るべく会長室に押し掛けた。
ライバル局では「おっぱい姉ちゃん」という新水を揶揄した隠語があり、巨乳である。原作ではフェロモンを撒き散らす大人の女性として描かれているがドラマでは我侭で聞き分けが無く、言動に幼さが見られ、子供っぽい性格をしている。
原作の初登場時は24歳。身長168センチ、スリーサイズは上から90・62・95で女子アナの中では一番とされる。只野の見立てでは坪内の方が巨乳らしい。ドラマでは巨乳ではなく、貧乳である。
深田昌子（ふかだ まさこ）
演 - 武田真理子（2nd / SP第2弾）
新水真由子の後輩アナウンサー。深田は原作にも登場して、新水を介して只野にストーカー撃退を依頼する。自慰好き。
原作での名前は美沙。
瀬尾広子（せお ひろこ）
演 - 椎名法子（SP第3弾 - 4th）
新水真由子の後輩アナウンサー。レポートが出来ず、新水に叱られることも。
今野みどり（こんの みどり）
演 - 小泉麻耶（ファイナル）
新水真由子の後輩アナウンサー。まともな話し方が出来ず、新水に叱られる。
舞子
演 - ほのか（AbemaTV）
新水真由子の後輩アナウンサー。
谷村さつき
演 - 伊東紗冶子（AbemaTV 2）
新水真由子の後輩で新人アナウンサー。
飯村真一（いいむら しんいち）
演 - 飯村真一（本人役 / テレビ朝日アナウンサー）
ジャパンテレビの男性アナウンサー。妻帯者で新水真由子を口説き落とそうと何度も誘うが全く相手にされない。原作には登場しない。

### サウナ風呂
陳珍好（ちん ちんこう）
演 - 飯沢もも（2nd / SP第2・3弾 / 3rd第28・31話）※
謎の中国人女性。初登場時は只野と森脇の通うサウナ店の従業員。職を転々としているが最終的にサウナ従業員に復帰した。
SP第2弾ではラーメン屋の従業員に、第28話では足つぼマッサージ店のマネージャーとなっていた。
演じた飯沢ももは、1st第4・8話（更衣室の女役ほか）・SP第1弾（露天風呂の女役）でゲスト出演している。
アニータ
演 - 小澤マリア（SP第2弾 / 3rd / SP第4弾）※
サウナ従業員 → ストリップダンサー。
チリ人女性。只野と森脇の通うサウナ店の従業員であり、陳珍好に代わって登場。第31話でサウナ店を辞めて、ストリップダンサーに転職した。
演じた小澤マリアはSP第2弾では、「葉山麻理」名義で出演している。
陳満珍（ちん まんちん）
演 - 春咲あずみ（SP第4弾 / 4th）
陳珍好の妹。サウナ従業員。
中国人娘
演 - かすみりさ（SP第5弾 / 4th）
サウナ（砂風呂）従業員。
サウナガール
演 - Nina（ファイナル）
サウナ従業員。
サウナガール
演 - 田尾きよみ（ファイナル）
熟女のサウナ従業員。
サウナガール
演 - 小島みなみ（AbemaTV）※
サウナ従業員。ロウリュの時間になると登場し、サウナに入っている人にタオルで煽いで毎回、様々な香りが入った熱風を送っている。
白石茉莉奈
演 - 白石茉莉奈（本人役・第47話）※
初川みなみ
演 - 初川みなみ（本人役・第48話）※
由愛可奈
演 - 由愛可奈（本人役・第49話）※
羽咲みはる
演 - 羽咲みはる（本人役・第50話）※
古川いおり
演 - 古川いおり（本人役・第51話）※
いずれもAbemaTVオリジナル2で登場したサウナ従業員。ロウリュの時間になると登場するが煽いでいるうちに水着の上部分が脱がされて、上半身が裸になるシーンがある。

### Amusement Cafe「めいどinじゃぱん」
あいみん
演 - 早美あい（3rd / SP第4弾）
メイド喫茶従業員。
りりたん
演 - りりあん（3rd / SP第4弾）
メイド喫茶従業員。

### BAR「小さな貝殻」
マヤ
演 - はるな愛（SP第5弾 / 4th）
BAR「小さな貝殻」のママ。花言葉に詳しい。演じる、はるな同様、外見は女性であるが実はニューハーフである。この事実は只野だけが知っており、彼以外には秘密である。森脇はマヤに好意を寄せていることから、女心をくすぐる只野に嫉妬している。
原作には登場しない。
純子
演 - りりあん（二役）（4th第37話 - 第39話）
バイト。りりたんと純子は別人の設定。純子が森脇にりりたんと間違われる。

### ナレーション
- 大森章督

### ゲスト
1stシーズン / スペシャル第1弾 / 2ndシーズン / スペシャル第2弾 / スペシャル第3弾 / 3rdシーズン / スペシャル第4弾 / スペシャル第5弾 / 4thシーズン / ファイナル / AbemaTVオリジナル / スピンオフ / AbemaTVオリジナル2

#### 1stシーズン（2003年）
第1話「問題社員」
- 浦木忠正（電王堂経理部 部長） - 団時朗
- 篠崎（電王堂経理部 課長・浦木の部下） - 尾美としのり
- マリエ（CLUB「AROMA」ママ） - 葉山レイコ（元※）
- 女子高生 - 蒼井そら※
- 藤井（電王堂専務） - 伊藤幸純
- 桂山雅史（電王堂社員） - 税所伊久磨
- 星川ヒカル※、大浦あんな※、妹川尚子※、黒木あみ※

第2話「美女アナ」
- 田所（ジャパンテレビの女性アナ・新水真由子の先輩） - 大竹一重
- ストーカー - 榊英雄
- 加藤（ジャパンテレビ 部長） - 宇納侑玖

第3話「仇討ち」
- 奥寺明彦（年男の父・おくでら電気 店主） - 平泉成
- 飯島毅（電王堂企画部長） - 菅田俊
- 番場忠之（番場エンタープライズ 社長） - 乃木涼介
- 牧瀬みどり（番場エンタープライズ 所属タレント・痴漢被害者） - 松田純
- 加田里子（年男の元恋人・電王堂庶務課 社員） - 宝積有香
- 冒頭の恐喝男 - 小林滋央
- 美紀子（電王堂人事部 社員） - 時任歩
- JR 社員 - 幸野友之
- ホステス - 奈良崎まどか
- 奥寺年男（電王堂企画部 元社員・故人） - 渡辺一哉
- 涼樹れん※、山浦絢子、七瀬えりか

第4話「女帝」
- 野上冴子（大福屋デパート 前社長の愛人・画廊経営者） - 川島なお美
- 高木（大福屋デパート 前社長秘書） - 神保悟志
- 坪内紀子のお見合い相手の商社マン - 能見達也
- 高木の部下 - 橋本啓輝、岩本宗規
- チンピラ - 桐生康詩
- チンピラの連れ - 麻丘実希
- 山口まなみ、桜井ルル※、原ななえ

第5話「密会部長」
- 君津義彦（電王堂第二企画部長） - 深水三章
- 小林リョウコ（春風荘の住人） - 木内美歩
- 橘（橘プロダクション 社長） - 深見亮介
- ホステス - 伊藤修子

第6話「アイドルの条件」
- 長瀬まひろ（五十嵐プロダクション 所属グラビアアイドル） - 高樹マリア（元※）
- 五十嵐（五十嵐プロダクション 社長） - 小林すすむ
- 佐竹（SKI企画 社長） - 本宮泰風
- 風間裕一（愛称「ユウ」・カメラマン助手・まひろの中学の同級生） - 丹直樹
- カメラマン - 積圭祐
- 島崎（ユウの知合い） - 山本康平

第7話「会長の秘密」
- 細川竜一郎（総会屋「R会」構成部員・別名「カミソリの龍」） - 東幹久
- 田代達夫（電王堂専務） - 下村彰宏
- ミサキ（龍の恋人） - 鈴木麻奈美※
- 石丸ひろし、田中輝彦、松本航平

第8話「盗撮事件」
- 八代正一（元自動車販売の営業マン・佐川和男の飲み仲間） - 浅野和之
- 稲垣めぐみ（電王堂社員） - 嘉門洋子
- JVF 社員 - 堀勉
- 八代（八代の妻） - 鈴木ひろみ
- 五木田（電王堂経理部 社員） - 徳井広基
- 霜越綾香、日佐和裕子、桜井ルル※、デビィ※、七瀬美和※

第9話「美人妻」
- 赤羽奈美子（赤羽の妻） - 山口香緒里（幼少期：松元環季）
- 赤羽伸介（帝和銀行 頭取） - 倉石功
- 佐藤茂樹（佐藤モータース 社長） - 桂憲一
- 吉川（佐藤モータース 従業員） - 平尾良樹
- 俳優 - 酒井一圭
- 江崎（江崎製作所 元社長・故人） - 川渕良和

第10話「社内不倫」
- 川又多香子（川又の妻） - 辻沢杏子
- 藤沢（服飾メーカー「カワマタ」専務） - 上杉祥三
- 川又（服飾メーカー「カワマタ」社長） - 佐渡稔
- 増田（錦野金融 社長） - 関根大学
- 川又道夫（川又の弟） - オクイシュージ
- 錦野金融 社員 - 賀川黒之助
- 川又家の家政婦 - 東出典子
- なつき（川又の愛人） - 坂下麻衣※

第11話「出向命令」
- 児玉恵一（電王堂第5営業部第2営業課 課長補佐） - 阿南健治
- 加藤（ヤクザ） - 平岳大
- 佐々木（電王堂第5営業部長・専務） - ト字たかお
- 児玉頼信、織平真由美、紋舞らん※、北川絵美※、小幡茜、桜井聖、塩澤有希、亀山助清

#### スペシャル第1弾（2004年）
「女弁護士の秘密を暴け！『リターンズ』」
- 前田真一郎（電王堂専務） - 寺泉憲
- 里美映子（里美法律事務所の弁護士） - 小柳ルミ子
- 津村早紀（電王堂 受付の派遣社員） - すほうれいこ
- 井上孝司（電王堂システム営業部 社員） - ふかわりょう
- 混浴風呂の脱衣所を通り過ぎた女 - 滝沢沙織
- 中田（電王堂顧問弁護士） - 舟田走
- 江藤真理（電王堂社員） - 宝月ひかる※
- 電王堂の取引先相手 - 山崎直樹
- 河合豊（電王堂社員） - 隈部洋平
- 吉岡圭介（電王堂総務統括部長・ニューヨーク支社から移動した只野仁の同期） - 加勢大周
- 高橋一平、高杉航大、常泉忠通、加藤啓、松本圭未、桜木裕子、川原麻裕子、佐藤あゆみ、白川友香、中里あやね、武澤なつみ、小島莉子、田中梨子※、楓アイル※、さくら葵※、一条なつみ※、古谷清美※、星川みなみ※、いつか※、あいか瞬※、田中里佳

#### 2ndシーズン（2005年）
第12話「男の幸せ」
- 麻利俊之（ジャパンテレビ第一制作部 部長・敏腕プロデューサー） - 小木茂光
- 麻利洋子（麻利の妻・元女優） - 濱田のり子
- 安田伸二（美香の兄） - 大柴邦彦
- 矢部（プロダクションのマネージャー） - モロ師岡
- 暴力団組長 - 宮川不二夫
- 安田美香（タレント志望の娘） - みひろ※
- 暴力団組員 - 吉田朝
- 司会を希望する女の子 - 星川みなみ※
- 三田恵子、小明、及川水生来、小森由梨、伊藤美希

第13話「コネ入社」
- 大河原洋介（電王堂事業局企画部 社員） - 大山英雄
- 吉田（ヤクザ） - 竹原慎二
- 見雲清（電王堂社員・「見雲ホテルグループ」社長の息子） - 山﨑勝之
- 藤本伸太郎（電王堂社員） - 辺見務
- 松本昌樹（電王堂社員） - 羽田陸生
- 総会屋 - 戸沢佑介
- 大河原（洋介の父・グローバル電器 社長） - 阿部六郎
- 高野晃一、つかもと友希※、夏乃海※、彼川可歩

第14話「侍」
- 村上浩司（電王堂第一営業局営業二課 係長・侍の格好をした男） - 伊原剛志
- 沢田厚子（電王堂第一営業局営業二課 社員） - 山口リエラ
- 村上真理子（浩司の妻） - 松岡由美
- 井上（電王堂第一営業局営業二課 課長・佐川和男の同期） - 城後光義
- 居酒屋店員 - 岩田丸
- 北島（電王堂第一営業局営業二課 社員） - 東地宏樹
- 村上武司（浩司と真理子の息子） - 吉川史樹
- 暴走族 - 三浦秀斗
- 大塚太心、住若博之、千代延憲治、小川和美、持田茜※、安藤梨乃

第15話「ニセ只野」
- 平田一生（電王堂システム管理部 社員・ニセ只野） - 原口あきまさ
- 江川勝（電王堂企画部 課長） - 奥田達士
- ヤクザの親分 - 大久保運
- 小松原（電王堂専務） - 福島勝美
- 電王堂システム管理部 課長 - 岸博之
- 電王堂システム管理部 社員 - 宮崎吐夢
- 宮前進一（電王堂システム管理部 社員） - かなやす慶行
- 沖本（電王堂制作部 課長） - 田中登志哉
- 久本（電王堂の下請け業者） - 山崎海童
- 益子梨恵、松本裕子、宮本郁子、高橋弥生、三津なつみ※、村上麻里恵、ミーチュン、椎名実果※、前田優香※、NOEMI、藤本凛、水谷舞、相川みなみ※、前原実、松本航平、磯脇やそよ

第16話「社長令嬢」
- 工藤絵理（電王堂企画部 チーフプロデューサー） - 鈴木早智子
- 工藤（絵理の父・工藤建設 社長） - 黒部進
- 玉城ジョー（ホスト） - 村島リョウ
- 藤崎（ホスト） - 笠原紳司
- 井崎（電王堂企画部 社員・絵理の部下） - 宝井誠明
- 町金融「INO企画」社長 - 赤星昇一郎
- 光（ホスト） - 尾関伸嗣
- ホスト - 甲本将行
- あべこ、エリ、渡辺杉枝、宗清詩織、河井紀子※、瀬戸準※

第17話「女子アナスキャンダル」
- 柴田慎吾（ジャパンテレビ「NEWSトラップナイン」メインキャスター） - 潮哲也
- 山岸郁代（山岸の妻・ジャパンテレビの元アナウンサー） - 小林ひとみ※
- 山岸（ジャパンテレビ 社長） - 浅沼晋平
- ホテル従業員 - 西沢仁太
- 田代幹夫（「週刊MONDAY」カメラマン） - 藤崎卓也
- ジャパンテレビ 社員 - 金井節
- AD - 工藤順矢
- ジャパンテレビ 役員 - 加藤治、茂木和範
- ワイドショーのリポーター - 建部和美
- 田丸鈴夫（「NEWSトラップナイン」解説員） - 瀬戸将哉
- 蔵本隆史、山田百貴、織平まな美、天端あえ

第18話「二つの顔を持つ女」
- 多賀千恵子（電王堂秘書課 社員） - 坂上香織
- 多賀美恵子（千恵子の双子の妹） - 坂上香織（二役）
- 足立徹（美恵子の恋人） - 遠藤雅
- 北島秀彦（「北友グループ」御曹司） - 山崎潤
- 喫茶店従業員 - 鐘築建二
- 暴力団組員 - もてぎ弘二
- 白雪彩※

第19話「銀座の女」
- 咲子（クラブ「カリネ」ママ） - 川上麻衣子
- 津田（青年実業家） - マイケル富岡
- 浅間浩行（電王堂取締役・佐川和男の同期） - 櫻木健一
- 黒服の男 - 高山善廣
- 浅間（浅間の妻） - 山下裕子
- アケミ（クラブ「カリネ」ホステス） - 小沢菜穂※
- 宝石店店員 - 柳岡香里
- クラブ「カリネ」ホステス - 春日井静奈

第20話「覗かれた派遣社員」
- 神山美樹（電王堂総務二課 派遣社員） - 大西結花
- 長谷川（電王堂企画部 部長） - エド山口
- 小林義幸（電王堂企画部 社員・美樹の大学時代の恋人） - 鼓太郎
- 美樹が受けた会社の面接官 - 小島康志
- 梶浦達彦（スマイリー広告 社長） - 大滝明利
- 岩丸（電王堂企画部 課長） - 山崎栄
- 西野翔※、柴田ゆい※

第21話「OL情婦」
- 林哲夫（多嶋組 幹部） - 白竜
- 八角江美（電王堂専務秘書・東西銀行 頭取の娘） - 遊井亮子
- 松山（総会屋） - 石田太郎
- 矢沢（多嶋組 幹部） - 岡田正典
- 電王堂運転手 - 義田貴士
- 多嶋（多嶋組 組長） - 野口寛
- 医師 - 峯村リエ
- 工藤 - 稲宮誠
- 多嶋組 組員 - やべきょうすけ、天蝶二
- 多嶋組の女 - 桜朱音※
- 総会屋SP - 高橋和勧

#### スペシャル第2弾（2005年）
「狙われたセレブな女たち」
- 小松梨香（電王堂企画推進部 派遣社員・倉持の秘書・緑の友人） - 菊池麻衣子
- 白井慶子（白井の妻・電王堂 元秘書・坪内紀子の大学の先輩） - 国生さゆり
- 吉野市子（梨香の姉・電王堂 元秘書・故人） - 中村綾
- 田島久子（田島ジュエリー 副社長・電王堂 元秘書） - 横須賀よしみ
- 林田緑（電王堂秘書 → 制作部へ移動予定） - 水谷ケイ
- 刑事 - 重松収
- 暴力団組長 - BOB藤原
- 白井家の家政婦 - 貴紫いち子
- 農家のおばさん - 松本じゅん
- 暴力団員 - 水野智則
- 刑事 - 親川幸世
- セレブ - 小桜セレナ（*ノンクレジット）
- 白井（電王堂事業局長・婿養子） - 谷隼人
- 倉持（電王堂企画推進部 局長） - 西田健
- 村瀬香奈、新井友香、井上知香、浅花真心※、若葉かおり※

#### スペシャル第3弾（2006年）
「高級レストランとおふくろの味」
- 青沼誠司（「ル・ノーブル」グループのオーナー） - 風間トオル
- 倉沢雪乃（安住の恋人・電王堂事業部 社員・山吹一恵の同期） - 小野真弓
- 川村マドカ（青沼の秘書） - 大沢逸美
- 安住達彦（「ル・ノーブル」グループの総料理長） - 石橋保
- 倉沢（雪乃の父・お食事処「満腹亭」店主） - 不破万作
- 伊賀（芸能プロダクション社員） - 木下ほうか
- 「ル・ノーブル」スタッフ - 木村靖司
- カップル - 野口かおる、八代進一
- 内田（「ル・ノーブル」の客） - 村上幹夫
- 刑事 - 野口雅弘
- 青沼美沙（青沼の妻・電王堂 元秘書・坪内紀子の先輩） - 喜多嶋舞
- 石川輝夫（電王堂事業局長・パリ支部から移動した佐川和男の同期） - 大出俊
- 鈴木なお、高山猛久、大堀こういち、菊地康二、津村和幸、島村典子、三原伊織奈、松永隼、小林三起、石田よしみ、夏樹ミク※、高崎もえ※、ほのか優※

#### 3rdシーズン（2007年）
第22話「貢がせる女」
- 矢崎（電王堂セキュリティシステムの責任者） - つぶやきシロー
- 吉岡さなえ（矢崎に貢がしている女） - 長澤つぐみ※
- 沢田 - 四方堂亘
- さなえの恋人 - 小椋毅
- 近藤 - 光宣

第23話「堅い女上司」
- 田辺恭子（電王堂人事局長） - 田中美奈子
- 前川（電王堂人事局 部長・佐川和男の先輩） - 河西健司
- 山吹一恵に振られた男 - 吉岡毅志
- 田中（電王堂人事局 社員） - 菊池均也
- 吉田拓夫（電王堂人事局 社員） - 島津健太郎
- エミ（電王堂社員） - 西野翔※
- 保田紀夫（電王堂課長 → 美加と社内で淫らな行為をしたため処分） - 江連健司
- クラブのママ - 山素由湖
- 坂田（電王堂社員 → 業務上横領が発覚したため処分） - 北山雅康
- 田島美加（電王堂社員 → 会社を退職後キャバクラのホステスに転職） - 寧々※
- 看護師 - 辻しのぶ
- ウェイター - 柳東史
- ホステス - 久保いろは

第24話「二代目社長」
- 城山健志（城山製菓 二代目社長） - 徳重聡
- 大垣龍三（城山製菓 副社長） - 中丸新将
- 福原ルミ（城山製菓 秘書） - 荒井美恵子※
- 池内裕子（健志の元恋人・商社OL） - 林美穂
- 辰巳祐介（城山製菓 専務） - 真夏竜
- 韮崎（ヤクザ） - 村澤寿彦
- 城山製菓 掃除婦 - 青木和代

第25話「仮面ストーカー」
- 藤巻真二（電王堂営業三課 → 総務二課） - 金子貴俊
- 久美（電王堂営業三課 社員・中山の元恋人） - 大谷允保
- 中山孝司（電王堂営業三課 社員・自然博覧会の責任者） - 中倉健太郎
- 柴田恭蔵（自然博覧会担当の役人） - 菅原永二
- 電王堂社員 - 阪本麻美、涼果りん※
- 小向杏奈※、花野心※、百瀬ゆうな※

第26話「花嫁失踪」
- 島崎浩介（シルバー電器 社長・黒川重蔵の旧友） - 綿引勝彦
- 立花有香（電王堂営業一課 社員） - 川村ひかる
- 島崎洋一（浩介と弘美の息子・有香の婚約者） - 若林謙
- 島崎弘美（浩介の妻） - 泉晶子
- 西山聡（電王堂営業二課 社員） - 辰巳智秋
- 警備員 - 土井よしお
- 吉田（医師） - 亀井彰夫
- 田中（外務省職員） - 森戸宏明
- 佐藤（弁護士） - 荒木秀行
- 相崎琴音※

第27話「怪奇!? 地下資料室のOL」
- 川島亜紀（電王堂施設管理部 社員） - 佐藤寛子
- 浅岡有紀（亜紀の腹違いの姉・電王堂営業三課 元社員・故人） - 廣瀬麻衣
- 梶原剛司（電王堂営業三課 部長） - 名高達男
- 梶原の愛人 - 小川あさ美※
- 電王堂社員 - 杉崎真宏、藍山みなみ※
- マユミ（ホステス） - 市川佳代子
- 林（電王堂社員） - 柳明菜
- ホステス - 杉原真智
- エリ（ホステス） - 森りえ
- 千崎（暴力団「京極興業」組長・只野仁の恩師） - 角田信朗
- 園原りか※

第28話「熟女の悲しみ」
- 井本麗子（井本の妻・人妻熟女クラブ「わけありサロン」ホステス） - 東てる美
- 酒井明彦（帝都広告営業部 社員・坪内紀子の恋人） - 萩野崇
- 三宅（人妻熟女クラブ「わけありサロン」店長・北田一家の元チンピラ） - 紀伊修平
- 美都子（人妻熟女クラブ「わけありサロン」ホステス） - 友田真希※
- 市川美紀（人妻熟女クラブ「わけありサロン」ホステス） - 水木薫
- 北田一家 組長 - 深作覚
- 堀内栄治（電王堂企画部 社員・元経理部） - 毛塚涼介
- 井本貴正（電王堂常務） - 大和田伸也

第29話「エステサロンの女たち」
- 浅川夏子（エステサロン「サクラ」主任） - 小島可奈子
- 桜本頼子（「サクラ」オーナー） - 水沢アキ
- 桜本成美（頼子の娘・「サクラ」従業員） - 小向美奈子
- 真田令司（不良グループ「コークス」リーダー） - 村田充
- 坂本昌子（「サクラ」従業員） - 西丸優子
- 真美（「サクラ」従業員） - 南つかさ※
- 「サクラ」の客 - 早乙女香織※、石黒優※、谷川れん※

第30話「有名作家と窓際社員」
- 佐々木満夫（電王堂営業二課 社員） - 佐戸井けん太
- 草山大二郎（恋愛作家・ヒット作は「愛人は流れ星」） - 斉木しげる
- ハルミ（CLUB「PIANO」ホステス） - 神谷涼
- 草山の秘書 - 河井青葉
- 北田一家 組員 - 土平ドンペイ
- チンピラ - 久我未来
- オカマ - 山下禎啓
- クラブのママ - 堀ひろこ
- 山崎万里（電王堂人事部 社員） - ト字たかお
- 藤森広明（電王堂経理部 社員） - 白石タダシ
- 富田悟（電王堂マーケティング部 社員） - 国枝量平
- ミドリ（ホステス） - 白井小百合
- ホステス - 二宮沙樹※、Rico※、岩田エツコ
- ミキ（ホステス） - 石原朋香
- 仁平裕子

第31話「狙われた女ハスラー」
- 常磐夏希（ハスラー・元暴走族総長） - 梅宮アンナ
- 蓮見栄司（友里のマネージャー） - 前田耕陽
- 小池友里（ハスラー・夏希のライバル） - 南波杏※
- 蓮見洋子（栄司の姉・元ハスラー・故人） - 依田朋子
- 夏希の新しいマネージャー - 浅倉千絵
- 香田喜美子（夏希のマネージャー） - 秋本奈緒美
- 安室玲子※

#### スペシャル第4弾（2008年）
「大手銀行派遣女子行員の秘密」
- 篠原純子（帝都銀行本町支店 派遣社員） - 高橋かおり
- 中津川亮介（帝都銀行本町支店 行員） - 川崎麻世
- 神谷（帝都銀行本町支店 支店長・佐川和男の大学時代の親友） - 江藤潤
- 青木博之（純子の恋人・帝都銀行本町支店融資課 行員） - 竹本孝之
- 江口（村沢組 金庫番） - 小沢和義
- ルミ（帝都銀行本町支店 行員） - 小嶺麗奈
- 池田（池田製作所 社長） - 鈴木正幸
- ケイコ（帝都銀行本町支店 行員） - 塩山みさこ
- 坂下ハルミ（クラブ「佐和」ホステス） - 紅音ほたる※
- ホテル従業員 - 芦川誠
- 八代勲（電王堂相談役・帝都銀行 元常務） - 小松政夫
- 五十嵐誠治（帝都銀行 頭取・黒川重蔵の親友） - 竜雷太
- つぼみ※、清原りょう※

#### スペシャル第5弾（2009年）
「有名デザイナーの誘惑…パリ進出の裏に潜む女の執念と復讐！」
- 元村小百合（元村の妻・元雑誌編集者・旧姓「高原」） - 中澤裕子
- 宇佐美（ファッションブランド「ケン・モトムラ」スタッフ・エミリの元恋人） - 大沢樹生
- 篠原エミリ（「ケン・モトムラ」広報担当） - 穂花（元※）
- 永沢 - 江原シュウ
- 「ケン・モトムラ」スタッフ - 金子裕
- 立花美沙（元村のショーの面接を受けにきたファッションモデル） - 原紗央莉※
- 水森裕子（元村の元アシスタント・現在行方不明） - 小飯塚貴世江
- 警察官 - 水森コウ太
- 「ケン・モトムラ」メイク係 - 夏野まあや
- ファッションモデル - 一戸のぞみ※、内藤ゆり奈、篠原オディール、RIOKA、加瀬舞、MAO
- 元村健（「ケン・モトムラ」オーナー） - 国広富之
- 菊地康二、阿部らん※、雨宮ゆん※、星野あかり※、堀口奈津美※、山本恵真※

#### 4thシーズン（2009年）
第32話「韓流スター カン・ヨンジンの恋」
- カン・ヨンジン（韓流スター） - 高橋克典（二役）
- 藤沢恵美（花屋・元芸能マネージャー） - 田中美里
- 脇田和明（電王堂キャスティング部 部長） - 岩本恭省
- ミン・ヒョンユ（マフィア） - 麿赤兒
- カン・ヨンジンのマネージャー - ヒョンギ
- ミン・ヒョンユの部下 - 村松卓矢、松田篤史
- ソンチェ（韓国人俳優） - ミョンジュ
- テヨン（韓国人女優） - 上村愛香
- カン・ヨンジンのファン - 松山尚子、よしのよしこ、しのへけい子
- 鈴井ひかり、相楽かごめ※、雨宮ゆん※、並木るか※

第33話「只野 vs ネット社会」
- 浅野勉（工事現場の日雇い作業員・グローバル電器 元社員） - 野久保直樹
- 沢田奈美（グローバル電器営業二部 社員） - 原史奈
- 山岸秀樹（グローバル電器 社員） - 西村清孝
- グローバル電器 社員 - 青山勝、高瀬媛子、作間ゆい、河野由佳、河野安郎
- 一色あかね※、ゆりあ※

第34話「アラフォー部長と年下のイケメン社員」
- 一の瀬香（電王堂第一企画部 部長） - 鈴木砂羽
- 霧島翔太（電王堂営業部 社員・通称「電王堂王子」） - 川野直輝
- 飯津（電王堂企画部 社員） - 虎牙光揮
- 宮崎弥生（電王堂第二営業部 係長） - 朝岡実嶺（元※）
- 霧島の仲間 - 渡邉紘平
- 平川保典（電王堂企画部 部長補佐・香の同期） - 内藤典彦
- 不動産屋の社員 - 松原正隆
- 高原智美※、岬まゆか※

第35話「女子大生殺人！難読漢字のトリック」
- 高木義文（東亜女子大学 学長） - 江守徹
- 加藤百合（東亜女子大学 准教授） - 横山めぐみ
- 若宮薫（東亜女子大学 学生） - 桂亜沙美
- 若宮毬（薫の双子の妹・病気で入院中） - 桂亜沙美（二役）
- 美佳（東亜女子大学 学生） - 大沢友里江
- 東亜女子大学 学生 - 菊地美香、三村恭代、関谷彩花
- 東亜女子大学 職員 - 西村いづみ
- 乙音奈々※、植田健、白井圭太、桜川博子、金子ちえ※

第36話「解き明かされた5年前の真実」
- 片桐楓（電王堂カスタマーケアセンターのオペレーター・目が不自由） - 安達祐実
- 内村博則（電王堂人事局 次長） - 石丸謙二郎
- 木ノ内隆夫（電王堂人事局 課長） - 野村宏伸
- 江崎俊晴（電王堂広報部 社員・元人事部） - 山西惇
- コウイチ（楓の恋人・故人） - 泉知束
- DVDレンタルショップ店員 - 瀬戸将哉
- 原木十蔵（チンピラ） - 武智健二
- 田辺茂範、夏川亜咲※、並木るか※、澤江晃史、沖原一生、渡辺淳、竹中寛幸、渡辺昌宏

第37話「女子プロボウラー 殺しのストライク」
- 神崎リリー（プロボウラー） - 伊藤かずえ
- 米倉まどか（新人プロボウラー） - 宇野実彩子
- 河合要一（電王堂制作部 副部長） - 三上市朗
- 増川奈緒子（まどかのマネージャー） - 矢吹春奈
- 平田浩次（電王堂制作部 部長） - 森次晃嗣

第38話「小さな訪問者」
- 白石純平（しおりの婚約者・電王堂経理二部 社員・通称「ミスタークリーン」） - 岡田浩暉
- 阿部海斗（若菜の息子） - 澁谷武尊
- 阿部若菜（ホステス） - 神楽坂恵
- 金子（闇金融業者） - 唐渡亮
- 一輝（ホスト） - 弓削智久
- 宝田しおり（宝田化粧品の社長令嬢・元ミス日本代表） - 大友みなみ
- ホステス - 木内あきら
- 若菜の友人 - 大堀恵
- ミキ（ホステス） - 大塚麻恵
- クラブのママ - 五十嵐三南子
- 世田谷区立下坂小学校 教諭 - 中脇樹人
- 小山田将、千々和義之、光月夜也※、峯谷由樹※、華城咲※、愛勇希※、山口真理※、風谷音緒※

第39話「だまされた歌姫 殺意のメロディ」
- 藤堂俊介（美咲の兄・空手家） - ケイン・コスギ
- 天海カヲル（歌手） - 金子さやか
- 藤堂美咲（元ミュージシャン・故人） - 阪井あゆみ
- 有栖川譲二（音楽プロデューサー・カヲルの担当） - 鈴木一真
- 宮崎美穂、赤西涼※、@YOU※

#### ファイナル（2012年）
第40話「景気のいい男」
- ハルク - ジャスティス岩倉（第41話にも出演）
- 階見茂（電王堂財務部 課長） - 堀部圭亮
- 大西（パンチラ喫茶「アイアンメイデン」店長） - 波岡一喜
- 階見恵理子（階見の妻） - 比企理恵
- 矢吹純一 - 寺井文孝
- 下條守（大和セキュリティ 人事担当） - 神尾佑（第41話にも出演）
- 堀切勲夫（電王堂第3営業部 部長・次期役員候補） - 遠藤たつお（第41話にも出演）
- マヤ（ホステス） - 周防ゆきこ※
- サクラ - 栗山夢衣
- ジュジュ - 洲脇久美子
- アカネ - 高橋慶子
- ヒナ - 大塚まゆり

第41話「封筒の中身」
- 堀切妙子（堀切勲夫の妻） - 藤吉久美子
- 安藤康志（電王堂 元社員） - 滝藤賢一
- ユカリ（キャバ嬢） - 川上ゆう※
- 川品徹（電王堂営業部 社員・堀切勲夫の部下） - 岡部たかし
- マネージャー - お宮の松
- 店員 - 穴田有里
- サラリーマン - 川島雄作
- ホステス - 本城くれは、鳥飼ゆかり

#### AbemaTVオリジナル（2017年）
第42話「誘う女」
- 真野（電王堂デザイン部 デザイナー） - 水橋研二
- 梶山奈々（謎の女） - 高橋しょう子※
- 千田（電王堂デザイン部 部長） - 佐野圭亮
- 根本（黒羽広告 専務） - 入江崇史
- 太田和彦（電王堂デザイン部 チーフデザイナー） - 藤重政孝
- きょうこ（電王堂社員） - 七海なな（元※）
- 格闘家 - 一ノ瀬ワタル
- 「洋服の青山」女子店員 - 和泉佑三子
- 実相寺傑（電王堂デザイン部 社員） - 鶏冠井孝介
- 電王堂デザイン部 社員 - 竪山隼太
- 鈴木聖子（電王堂デザイン部 女子社員） - 鈴木芳奈
- ホテル従業員 - 市川欣希、関本巧文

第43話「そっくりさん」
- 山根邦彦（電王堂企画開発部 社員） - たくや（ザ・たっち）
- 森逸郎（帝都銀行本店 融資課長） - かずや（ザ・たっち）
- マナミ（CLUB「LEGEND」ホステス） - 三上悠亜※
- ナイフで襲ってきた男 - 増田修一朗
- 居酒屋店主 - 佐伯新
- ユキ（CLUB「LEGEND」ママ） - 桂木悠希
- 山根（山根の妻・食卓に生卵を出したら子作りに励む日） - 鈴木アメリ
- レナ（CLUB「LEGEND」ホステス） - 夏月
- アズサ（CLUB「LEGEND」ホステス） - 咲坂愛
- 歌舞伎町一番街のホステス - 長島静莉奈、ヴァニー
- キャバ嬢 - 木野るる

第44話「2億円の男」
- 加藤真也（ミカド銀行新宿支店 元融資課長・3年前のミカド銀行5000万円横領事件の犯人） - 谷田歩
- 田川冴子（田川の妻で加藤の元同僚） - 大島優香※
- 山中（ヤクザ） - 川村進
- 田川（ミカド銀行新宿支店 行員・海外赴任のため来週日本から旅立つ） - 田中清貴
- 山中の女 - 沖田杏梨（元※）

第45話「アイドルの秘密」
- 藤沢あかり（「NG プロダクション」所属 アイドル兼麻雀雀士・ニックネーム「即ズモリーチ姫」） - 大澤玲美
- 和田（「NG プロダクション」マネジャー） - 永山たかし
- 清武（「NG プロダクション」チーフマネジャー） - 遠山俊也
- 上条（あかりの3年前に別れた元カレ・刑部自動車修理工場 元従業員） - 戸塚純貴
- 桃園絵里奈（麻雀雀士） - 葵※
- 綾部祐二（妄想マンデーMC） - 綾部祐二（本人役）
- 今野杏南（妄想マンデーMC） - 今野杏南（本人役）
- 塩地美澄（妄想マンデーMC） - 塩地美澄（本人役）
- あかりを拉致した集団のリーダー - 横山一敏
- 上条のアパートの大家 - 安住啓太郎
- スタッフ - 佐藤俊介
- 豪徳寺（出版界の大物） - 新井康弘
- プロ雀士 - 香山裕香、金谷真由美

第46話「選べない男」
- 堀純一（電王堂広報部 社員） - 山口大地
- 坂本泉（電王堂テレホンオペレーター〈スズシロサービス派遣社員〉・堀のもう一人の彼女） - 栗林里莉※
- 槇村アリサ（槇村の娘で堀の彼女） - 片山萌美
- チャラ男 - 横井寛典、藤田勇紀
- 槇村勇造（マキムラ電工 会長） - 山田明郷
- 須田（六本木GTクラブのメンバー） - 近藤起矢
- 堀の同僚（電王堂広報部 社員） - ぷってぃ（芸人P&M）

#### スピンオフ（2017年）
夢見るサウナ
- 野村俊夫（電王堂営業課長） - 近江谷太朗
- 久保順平（電王堂営業課 社員） - 斉藤優
- 矢村京介（サウナ従業員） - 渋江譲二
- 白石茉莉奈（サウナ従業員） - 白石茉莉奈（本人役・第1話主演）
- 初川みなみ（サウナ従業員） - 初川みなみ（本人役・第2話主演）
- 由愛可奈（サウナ従業員） - 由愛可奈（本人役・第3話主演）
- 羽咲みはる（サウナ従業員） - 羽咲みはる（本人役・第4話主演）
- 古川いおり（サウナ従業員） - 古川いおり（本人役・第5話主演）

#### AbemaTVオリジナル2（2017年 - 2018年）
第47話「AV女優」
- 光田ヒマワリ（フォクシープロモーション所属のセクシー女優） - 天使もえ※
- 八木達郎（フォクシープロモーション 社長・電王堂 元社員） - 金田明夫
- 矢崎（暴力団「天竜会」関係者） - 森岡豊
- 島田（暴力団「天竜会」組員） - 國本鍾建
- 安岡妙子（マンション管理人） - 渡辺江里子（阿佐ヶ谷姉妹）
- 小塚徹（AV制作会社「サキュバスプロダクション」新人開発部） - お宮の松
- ヒマワリのファン - 西洋亮
- AV監督 - 木村康雄
- テレビ局スタッフ - 宇佐美菜穂

第48話「特命の女」
- 森葉ナオミ（博通エージェンシー総務企画課長で只野と同じ特命者） - 篠田麻里子
- 元木啓介（電王堂企画制作部長） - 大河内浩
- 浜岡理恵（保育士で元木の不倫相手） - 友田彩也香※
- 本間重信（ジャパンテレビ営業部長） - 松尾貴史
- 水谷麗子（看護師で本間の愛人） - めぐり※
- 鮫島（鮫島ファイナンス社長） - 木下政治

第49話「帰国偽女」
- 真鍋和美（電王堂受付嬢） - 高橋しょう子※
- ミキ - 高橋しょう子※（二役）
- 真鍋（和美の父・真鍋海上会長） - 飯田基祐
- 真鍋（和美の母） - 舟木幸
- ケン（ミキの彼氏） - 八神蓮
- 和田（ヤクザ） - 武田幸三

第50話「二股の女」
- 上村あやか（電王堂企画部社員） - 園田みおん※
- 島崎（同） - 武田航平
- 野沢（電王堂システム管理部員） - 金井勇太
- 徳山正夫（電王堂企画部長） - まいど豊

第51話「会長退陣」
- 前川（電王堂社長） - 加藤雅也（第47話に写真で出演）
- 田辺真由美（前川の秘書） - 大島優香※
- 駒田（電王堂イベントデザイン部長） - 山口良一
- 吉野雅彦（同部社員） - 吉家章人
- 加奈子 - 希島あいり※
- 丸山 - 岸学

## スタッフ
- 企画 - 五十嵐文郎（テレビ朝日）（SP第3弾 / 3rd）
- 脚本 - 福田靖（1st）、尾崎将也（1st / SP第1弾 / 2nd / 3rd / 4th / AbemaTV / AbemaTV 2）、高山直也（1st / 2nd / SP第3弾 / 3rd / SP第5弾 / 4th / AbemaTV / AbemaTV 2）、旺季志ずか（1st / 2nd / SP第2弾 / 3rd / 4th）、三上幸四郎（1st / 2nd / 3rd / 4th）、加藤公平（4th）、長谷川徹（AbemaTV）
- 音楽 - 仲西匡
- 演出
  - テレビ朝日 - 秋山純（1st / 2nd / 3rd / 4th / AbemaTV 2）
  - MMJ - 塚本連平（1st / 2nd / SP第3弾 / 3rd / SP第5弾 / 4th）、二宮浩行（1st / SP第1弾 / 2nd）、植田尚（2nd / SP第2弾 / 3rd）、大塚徹（4th / AbemaTV 2）、小松隆志（4th）、今井和久（AbemaTV 2）
- 監督（AbemaTVオリジナルでの演出明記)
  - MMJ - 大塚徹、今井和久
- チーフプロデューサー - 黒田徹也（テレビ朝日）（3rd / SP第5弾）
- ゼネラルプロデューサー - 黒田徹也（テレビ朝日）（AbemaTV / AbemaTV 2）
- プロデューサー
  - テレビ朝日 - 黒田徹也（1st / SP第1弾 / 2nd / SP第2弾 / SP第3弾）、秋山圭一郎（3rd）、樽井勝弘（SP第5弾 / 4th）、藤崎絵三（AbemaTV / AbemaTV 2）
  - MMJ - 東城祐司（1st / SP第1弾 / 2nd / SP第2弾 / SP第3弾 / 3rd / SP第5弾 / 4th）、伊藤達哉（1st / SP第1弾 / 2nd / SP第2弾 / SP第3弾 / AbemaTV / AbemaTV 2）、清水真由美（3rd / SP第5弾 / 4th）、神通勉（AbemaTV / AbemaTV 2）
- 協力プロデューサー - 東城祐司（MMJ）（AbemaTV / AbemaTV 2）
- ビジネスプロデューサー - 三上彩奈（テレビ朝日）（AbemaTV / AbemaTV 2）
- 企画協力 - AbemaTV（AbemaTV / AbemaTV 2）
- 制作 - テレビ朝日、MMJ

## 音楽
- 1stシーズン / スペシャル第1弾
  - 主題歌 - 椿「川の流れのように」（東芝EMI）
  - 挿入歌 - 高橋克典「男の美学」 (avex trax)
- 2ndシーズン / スペシャル第2弾 / スペシャル第3弾
  - 主題歌 - 白羽玲子「ラブレター」（テイチクエンタテインメント）[111]
  - 挿入歌
    - 高橋克典「男の美学」 (avex trax)
    - Lenny Kravitz「Are You Gonna Go My Way」 (Virgin) （第17話パーティ会場・第19話賭博場で）
    - テレサ・テン「川の流れのように」（ユニバーサル）（SP第2弾・屋台で）
- 3rdシーズン / スペシャル第4弾
  - 主題歌 - ユーフォーリア「シングルベッド」 (SONIC GROOVE)[112]
  - 挿入歌
    - 高橋克典「男の美学」 (avex trax)
    - 美空ひばり「川の流れのように」（コロムビア）（屋台で）
    - THE BLUE HEARTS「ラブレター」（メルダック）（屋台で）
    - 水前寺清子「三百六十五歩のマーチ」（日本クラウン）（第31話）
    - テレサ・テン「川の流れのように」（ユニバーサル）（SP第4弾・屋台で）
- スペシャル第5弾 / 4thシーズン
  - 主題歌 - 阪井あゆみ「悲しみを愛しさで」[113]（EMIミュージックジャパン）
  - 挿入歌 - 高橋克典「男の美学」 (avex trax)
「悲しみを愛しさで」と「男の美学」はキーが同じため、本編からエンディングへのつなぎが自然である。
- ファイナル
  - 主題歌 - AI「川の流れのように」（EMIミュージックジャパン）
  - 挿入歌
    - 高橋克典「男の美学」 (avex trax)
    - 薫と友樹、たまにムック。「マル・マル・モリ・モリ!」（ユニバーサルミュージック）（第40話・屋台で）
    - EXILE「Rising Sun」 (rhythm zone) （第41話・屋台で）
- AbemaTVオリジナル
  - 主題歌 - Bluebird Flying「おつかれさま」（LIBERA Records/UNIVERSAL MUSIC）
  - 挿入歌 - 高橋克典「男の美学」 (avex trax)
- AbemaTVオリジナル2
  - 主題歌 - 蒼天のハリー「Memories」（SACRA MUSIC）
  - 挿入歌 - 高橋克典「男の美学」 (avex trax)

## 放送日程

### 1stシーズン
- 2003年7月4日 - 9月19日、全11話。
- テレビ朝日系深夜ドラマ枠・金曜ナイトドラマにて放送。
- 当時の金曜ナイトドラマ枠の平均視聴率、最高視聴率を更新。
- 第2話で新水真由子が初登場。
- 第3話は原作ではよくあるが、ドラマでは珍しい後味の悪い終わりとなっている。
- 第9話は格闘シーンと言える場面が無く、BGMも流れなかった。
- 第10話は初めて子役（当時）が出演。
- 第11話は当初話数表示は「最終話」となっていた。

| 話数                                                           | 放送回 | 放送日        | サブタイトル   | ラテ欄                              | 脚本            | 演出     | 視聴率 |
| -------------------------------------------------------------- | ------ | ------------- | -------------- | ----------------------------------- | --------------- | -------- | ------ |
| 1                                                              | 第1話  | 2003年7月04日 | 問題社員       | 過労死してくれ…非常の夜のサスペンス | 福田靖 尾崎将也 | 塚本連平 | 11.3%  |
| 2                                                              | 第2話  | 7月11日       | 美女アナ       | 女子アナを切り裂くストーカー事件    | 尾崎将也        | 塚本連平 | 10.6%  |
| 3                                                              | 第3話  | 7月25日       | 仇討ち         | 社員食堂で復讐を…許せぬ冷酷な上司   | 高山直也        | 秋山純   | 12.3%  |
| 4                                                              | 第4話  | 8月01日       | 女帝           | デパート恐喝事件…その女、凶暴につき | 尾崎将也        | 二宮浩行 | 10.5%  |
| 5                                                              | 第5話  | 8月08日       | 密会部長       | 六畳一間の女…部長のやめられない密会 | 旺季しずか      | 塚本連平 | 10.6%  |
| 6                                                              | 第6話  | 8月15日       | アイドルの条件 | 裸のアイドル失踪…湖畔に残された遺言 | 高山直也        | 秋山純   | 12.1%  |
| 7                                                              | 第7話  | 8月22日       | 会長の秘密     | 会長秘書に毒薬を…世にも残忍な色男   | 三上幸四郎      | 二宮浩行 | 13.0%  |
| 8                                                              | 第8話  | 8月29日       | 盗撮事件       | 更衣室を狙う悪魔…全女子社員の悲鳴   | 旺季しずか      | 塚本連平 | 13.2%  |
| 9                                                              | 第9話  | 9月05日       | 美人妻         | 銀行頭取の美人妻…死を呼ぶフェロモン | 尾崎将也        | 秋山純   | 12.3%  |
| 10                                                             | 第10話 | 9月12日       | 社内不倫       | ミセス只野は見た! 社内不倫殺人事件  | 旺季しずか      | 二宮浩行 | 11.6%  |
| 11                                                             | 第11話 | 9月19日       | 出向命令       | 最終話…男の美学…これは貴方のドラマ  | 尾崎将也        | 塚本連平 | 14.1%  |
| 平均視聴率 12.0%（視聴率はビデオリサーチ調べ、関東地区・世帯） |        |               |                |                                     |                 |          |        |

### スペシャル第1弾
- 水曜日21:00 - 23:09に放送。
- 1stシーズン最終回で只野が会長に「1年3カ月の有給休暇をください」と宣言し、森脇と共に全国混浴温泉めぐりの旅に出たことを受け、実際に1stシーズン終了から約1年3カ月後に放送された。
- 混浴温泉のシーンは静岡県の河津町にある温泉で収録された[115]。
- ここからタイトルロゴが現在も使われている2代目のものに変更されるが、オープニングは変えていない為、オープニングのみ初代ロゴのままである[注 21]。

| 放送日         | サブタイトル                         | ラテ欄 | 脚本     | 演出     | 視聴率 |
| -------------- | ------------------------------------ | --- | -------- | -------- | ------ |
| 2004年12月22日 | 女弁護士の秘密を暴け! 『リターンズ』 | あの超人気ドラマが帰ってきた! 普段は冴えない係長… 実は鍛え抜かれた裸体で悪党を倒す特命サラリーマン… セクシーで痛快なサスペンス! | 尾崎将也 | 二宮浩行 | 11.4%  |

### 2ndシーズン
- 2005年1月14日 - 3月18日、全10話。
- 1stシーズン同様金曜ナイトドラマ枠にて放送。
- 1stシーズンで記録した金曜ナイトドラマ枠の平均視聴率、最高視聴率を更新。
- 第14話は第10話以来、2本目の子役出演となった。そして格闘の場は、遠く離れた足柄山であった。
- 第21話では只野が過労で倒れて入院。後を引くラストとなった。

| 話数                                                           | 放送回 | 放送日        | サブタイトル         | ラテ欄                               | 脚本       | 演出     | 視聴率 |
| -------------------------------------------------------------- | ------ | ------------- | -------------------- | ------------------------------------ | ---------- | -------- | ------ |
| 1                                                              | 第12話 | 2005年1月14日 | 男の幸せ             | タレント志望の女と毎晩…許せない色男  | 尾崎将也   | 二宮浩行 | 12.6%  |
| 2                                                              | 第13話 | 1月21日       | コネ入社             | 新人女子アナ狙い…御曹司パーティ事件  | 尾崎将也   | 秋山純   | 13.5%  |
| 3                                                              | 第14話 | 1月28日       | 侍                   | 裸のラスト侍…刀を持って出勤する男    | 尾崎将也   | 二宮浩行 | 12.0%  |
| 4                                                              | 第15話 | 2月04日       | ニセ只野             | 復讐の合コン…バカにされた物まね社員  | 高山直也   | 塚本連平 | 14.0%  |
| 5                                                              | 第16話 | 2月11日       | 社長令嬢             | 社長令嬢がハマった庶民派ホストの裏技 | 旺季志ずか | 秋山純   | 16.0%  |
| 6                                                              | 第17話 | 2月18日       | 女子アナスキャンダル | 美女アナ不倫スキャンダル             | 尾崎将也   | 二宮浩行 | 16.0%  |
| 7                                                              | 第18話 | 2月25日       | 二つの顔を持つ女     | 二つの顔の女…淑女悪女どっちを狙う?   | 高山直也   | 植田尚   | 14.8%  |
| 8                                                              | 第19話 | 3月04日       | 銀座の女             | 銀座の女…富豪たちが堕ちるアリ地獄    | 旺季志ずか | 秋山純   | 12.9%  |
| 9                                                              | 第20話 | 3月11日       | 覗かれた派遣社員     | 覗かれた派遣社員…会議室の危険な情事  | 三上幸四郎 | 植田尚   | 15.0%  |
| 10                                                             | 第21話 | 3月18日       | OL情婦               | 最終話…グッバイ! 大好きなただのひと  | 尾崎将也   | 二宮浩行 | 14.4%  |
| 平均視聴率 14.1%（視聴率はビデオリサーチ調べ、関東地区・世帯） |        |               |                      |                                      |            |          |        |

### スペシャル第2弾
- 日曜日22:00 - 23:54に放送。
- 前番組は「東アジアサッカー選手権」の中継があった為、視聴率は19.3%、瞬間最高視聴率は22%台を記録し、8月1日から7日までのドラマの中では一番の視聴率。
- 高橋克典は番組宣伝のために、実際この日試合のあった大邱ワールドカップ競技場に足を運び、試合終了後現地でスペシャル第2弾の告知を行った。さらに、サッカーにちなんだCMも制作された[注 23]。

| 放送日       | サブタイトル           | ラテ欄                                                                                  | 脚本       | 演出   | 視聴率 |
| ------------ | ---------------------- | --------------------------------------------------------------------------------------- | ---------- | ------ | ------ |
| 2005年8月7日 | 狙われたセレブな女たち | 華麗な秘書軍団VS只野係長! 貧乏人ってたくましいわ⋯セレブな女に殺意を催す怒りのミステリー | 旺季志ずか | 植田尚 | 19.3%  |

### スペシャル第3弾
- 土曜日21:00 - 23:06に放送。

| 放送日        | サブタイトル                 | ラテ欄                                                                                                   | 脚本     | 演出     | 視聴率 |
| ------------- | ---------------------------- | --- | -------- | -------- | ------ |
| 2006年9月23日 | 高級レストランとおふくろの味 | 超高級レストランVSおふくろの味! 定食屋のマドンナが復讐に燃えた怒りの格付け⋯優雅な社交界の殺人フルコース! | 高山直也 | 塚本連平 | 16.1%  |

### 3rdシーズン
- 2007年1月12日 - 3月16日、全10話。
- 2ndシーズンで記録した平均視聴率、最高視聴率を更新し、金曜ナイトドラマ枠の歴代1位（2007年3月19日現在）。
- 第24話は只野に一目惚れした女性から聞き出したキーワードが、ミスリードを起こしたエピソードである。
- 第26話でのラストの決闘シーンは「北斗の拳」でのケンシロウVSハートのパロディ。
- 第28話は只野と新水のベッドシーンが無かった。
- 第31話は金曜ナイトドラマ枠史上初の15分拡大（70分）になった。

| 話数                                                           | 放送回 | 放送日        | サブタイトル          | ラテ欄                              | 脚本       | 演出     | 視聴率 |
| -------------------------------------------------------------- | ------ | ------------- | --------------------- | ----------------------------------- | ---------- | -------- | ------ |
| 1                                                              | 第22話 | 2007年1月12日 | 貢がせる女            | 岩盤浴で本性を見せる女…男を酔わす技 | 尾崎将也   | 塚本連平 | 13.4%  |
| 2                                                              | 第23話 | 1月19日       | 堅い女上司            | 部下の情事を覗く…女性人事局長の快感 | 尾崎将也   | 塚本連平 | 15.5%  |
| 3                                                              | 第24話 | 1月26日       | 二代目社長            | 社長室でやり放題…女秘書食いの二代目 | 高山直也   | 植田尚   | 14.4%  |
| 4                                                              | 第25話 | 2月02日       | 仮面ストーカー        | ベッドで役立たず…出世男の意外な弱点 | 尾崎将也   | 塚本連平 | 12.7%  |
| 5                                                              | 第26話 | 2月09日       | 花嫁失踪              | 花嫁の体は蜜の味…富豪父子がハマる罠 | 尾崎将也   | 植田尚   | 13.9%  |
| 6                                                              | 第27話 | 2月16日       | 怪奇!? 地下資料室のOL | 幽霊OLも昇天する…絶叫の地下資料室   | 高山直也   | 塚本連平 | 14.0%  |
| 7                                                              | 第28話 | 2月23日       | 熟女の悲しみ          | 人妻クラブの陰謀…熟女の望みが叶う夜 | 旺季志ずか | 秋山純   | 13.7%  |
| 8                                                              | 第29話 | 3月02日       | エステサロンの女たち  | 高級エステに潜入…女たちの背徳のツボ | 三上幸四郎 | 植田尚   | 14.0%  |
| 9                                                              | 第30話 | 3月09日       | 有名作家と窓際社員    | 有名人にそっくり…顔パス男の痛い代償 | 高山直也   | 秋山純   | 14.2%  |
| 10                                                             | 第31話 | 3月16日       | 狙われた女ハスラー    | 最終回スペシャル…只野が一番怖い女!  | 旺季志ずか | 植田尚   | 17.0%  |
| 平均視聴率 14.3%（視聴率はビデオリサーチ調べ、関東地区・世帯） |        |               |                       |                                     |            |          |        |

### スペシャル第4弾
- 土曜日21:00 - 23:06に放送。
- 連続ドラマ・スペシャルドラマ合わせて初の20%越えとなった。

| 放送日       | サブタイトル               | ラテ欄 | 脚本     | 演出   | 視聴率 |
| ------------ | -------------------------- | --- | -------- | ------ | ------ |
| 2008年2月2日 | 大手銀行派遣女子行員の秘密 | 大手銀行派遣女子行員が仕掛けた罠… 預金通帳で人の価値を決めるエリート集団が次々と怪死! 金融業の裏に潜入する残高不足の只野係長 | 高山直也 | 植田尚 | 20.2%  |

### スペシャル第5弾
- 土曜日21:00 - 23:15に放送。
- 当日は映画『HERO』や『史上空前!! 笑いの祭典 ザ・ドリームマッチ』といった人気番組が放送されていた。連続ドラマ・スペシャルドラマ合わせて初の一桁台となってしまった。
- テレビドラマでも、このスペシャルからオープニングと電王堂の社内のセットが一新された。

| 放送日       | サブタイトル                                            | ラテ欄 | 脚本     | 演出     | 視聴率 |
| ------------ | ------------------------------------------------------- | --- | -------- | -------- | ------ |
| 2009年1月3日 | 有名デザイナーの誘惑⋯ パリ進出の裏に潜む女の執念と復讐! | 有名デザイナーの誘惑⋯パリ進出の裏に潜む女の執念と復讐 東京コレクション恐怖の登壇! ファッション界の秘密に只野潜入 | 高山直也 | 塚本連平 | 9.3%   |

### 4thシーズン
- 2009年1月8日 - 3月12日、全8話。
- 「木曜ドラマ」のゴールデンタイムに進出し、2年ぶりに連続ドラマとして放送される。
- 放映時間の関係上今までのシリーズと比べエロとギャグ要素が抑えられてミステリー路線中心に特化した影響により視聴率は10%前後で、第37話で連続ドラマとしては初の一桁台に落ちこみ、最終回も9.7%と深夜時代よりも苦戦を強いられその事で以後のレギュラー放映を行われていない[注 24]。
- 第32話は「カン・ヨンジン」が只野にそっくりという設定で、高橋が2役で演じている。
- 第33話は冒頭のナレーションの前に、只野がネットカフェで原作漫画を見つける。
- 第35話は格闘シーンは無く、江守が飲もうとした青酸カリ入りコーヒーのコップ（水筒）を葉巻で落としただけであった。只野は刑事コロンボに似せた役柄設定で、額に手を当てる仕草、葉巻を持ち、よれよれではないが同じ様なコートを着ていた。また声も似せた話し方をしている。
- 第37話はウルトラセブンを意識して、只野のメガネの掛け方がウルトラアイを装着するようにしている。
- 第38話はシリーズ初となる子連れでの特命となった（ただし、子役のゲスト出演は、第14話以来3本目となる）。あと加害者と被害者の立場が逆転した、珍しいストーリーとなった（神楽坂は加害者から被害者、岡田は被害者から加害者）。
- 第39話の話数表示は通算2度目の「最終話」となっていた。只野がスーツ姿で屋上にてダンベルトレーニングをしているが、カウント数が「5236、5237、」であった。なぜ社員番号0005235から放映しなかったのかは謎である。エンディングはドラマのシーンが映し出され、森脇が乗った軽トラックの幌に「おわり」と書かれていた。

| 話数                                                           | 放送回 | 放送日        | サブタイトル                       | ラテ欄                                | 脚本       | 演出     | 視聴率 |
| -------------------------------------------------------------- | ------ | ------------- | ---------------------------------- | ------------------------------------- | ---------- | -------- | ------ |
| 1                                                              | 第32話 | 2009年1月08日 | 韓流スター カン・ヨンジンの恋      | 人気韓流スター誘拐事件                | 三上幸四郎 | 秋山純   | 11.9%  |
| 2                                                              | 第33話 | 1月15日       | 只野 vs ネット社会                 | ネットカフェに住む男と女の愛の復讐劇  | 尾崎将也   | 塚本連平 | 10.9%  |
| 3                                                              | 第34話 | 1月22日       | アラフォー部長と年下のイケメン社員 | 40代女の危険な情事 これは私の賭けなの | 旺季志ずか | 秋山純   | 10.4%  |
| 4                                                              | 第35話 | 1月29日       | 女子大生殺人! 難読漢字のトリック   | 女子大キャンパス・漢字殺人ミステリー  | 尾崎将也   | 大塚徹   | 10.6%  |
| 5                                                              | 第36話 | 2月12日       | 解き明かされた5年前の真実          | 目の見えないOLが暴いた殺人トリック    | 高山直也   | 小松隆志 | 10.6%  |
| 6                                                              | 第37話 | 2月19日       | 女子プロボウラー 殺しのストライク  | ボウリング女王対決 殺しのストライク!! | 三上幸四郎 | 秋山純   | 09.1%  |
| 7                                                              | 第38話 | 2月26日       | 小さな訪問者                       | あなたの子よ⋯結納前夜に届いた脅迫状   | 加藤公平   | 小松隆志 | 09.4%  |
| 8                                                              | 第39話 | 3月12日       | だまされた歌姫 殺意のメロディ      | 最終回⋯ずっとあなたを好きでした       | 高山直也   | 秋山純   | 09.7%  |
| 平均視聴率 10.3%（視聴率はビデオリサーチ調べ、関東地区・世帯） |        |               |                                    |                                       |            |          |        |

- 第34話は2009年3月8日15:30 - 16:27に関東ローカルで再放送。
- 第36話は2009年2月21日14:57 - 15:55に関東ローカルで再放送。
- 第37話は2009年2月21日13:59 - 14:57に関東ローカルで再放送。
- 第38話は2009年3月8日16:27 - 17:25に関東ローカルで再放送。

### ファイナル
- 金曜日と土曜日の23:15 - 翌0:15に放送。
- この放送を以って1stシーズンから10年間続いたドラマ版只野はその幕を閉じるとされる[注 25]。
- 前編・後編という構成ではなく、1話完結のエピソードを2話放送したが、2話通しで描かれている要素も多い[注 26]。
- 4thシーズンで規制のかかった女性の乳房が露わになる等のお色気描写も、少しだけだが復活している。
- 第41話には「第四十一話（最終回?）」という話数表示がなされていた。
- 2012年1月2日から1月4日の未明には「ファイナル放送直前!朝まで『特命係長 只野仁』傑作選」を3夜連続で放送。
  - 1月2日（月）2:05 - 4:55 1stシーズン 第6話・2ndシーズン 第16話・第18話。
  - 1月3日（火）1:05 - 4:25 2ndシーズン 第20話・3rdシーズン第23話・第27話。
  - 1月4日（水）1:20 - 4:25 3rdシーズン 第29話・第30話・第31話。

| 話数 | 放送回 | 放送日       | サブタイトル | ラテ欄                                          | 脚本     | 演出     | 視聴率 |
| ---- | ------ | ------------ | ------------ | ----------------------------------------------- | -------- | -------- | ------ |
| 1    | 第40話 | 2012年1月6日 | 景気のいい男 | 10年目の新作SP! 2夜連続! 今週ついに見納め!      | 高山直也 | 塚本連平 | 13.6%  |
| 2    | 第41話 | 1月7日       | 封筒の中身   | 今夜で本当に終わりですが⋯只野仁は永遠に不滅です | 高山直也 | 塚本連平 | 11.8%  |

## 配信日程

### AbemaTVオリジナル
- 土曜日の23:00 - 24:00に初回配信。全5話。
- 女性が上半身裸になるという場面は健在で、テレビドラマ版より自由な描写に仕上がっている。ただし、シリーズ通してお馴染みだった、只野が女性を虜にしたあと、ホテルで行為に及ぶシーンは一度もなかった。
- 第44話までは黒川会長がスマートフォンでAbemaTVの「釣りチャンネル」を見るなど、本番組の配信元らしい演出が随所で見られた[注 27]。
- 第42話では洋服の青山が実際に登場し、只野が特命用の新しい黒スーツを買う場面があった。
- 配信回表示は直近に放送された「ファイナル」からの通算表記となっている。

| 話数 | 配信回 | 初回配信日    | サブタイトル   | 脚本               | 監督     |
| ---- | ------ | ------------- | -------------- | ------------------ | -------- |
| 1    | 第42話 | 2017年1月07日 | 誘う女         | 尾崎将也           | 大塚徹   |
| 2    | 第43話 | 1月14日       | そっくりさん   | 高山直也           | 大塚徹   |
| 3    | 第44話 | 1月21日       | 2億円の男      | 尾崎将也           | 今井和久 |
| 4    | 第45話 | 1月28日       | アイドルの秘密 | 長谷川徹・尾崎将也 | 今井和久 |
| 5    | 第46話 | 2月04日       | 選べない男     | 高山直也           | 大塚徹   |

### スピンオフ
- 2017年11月24日から12月22日までAbemaTVの公式YouTubeチャンネルで配信された[116]。

| 話数 | 初回配信日     | サブタイトル       | 脚本・演出 |
| ---- | -------------- | ------------------ | ---------- |
| 1    | 2017年11月24日 | 若手のキモチ       | 保木本真也 |
| 2    | 11月30日       | 青春のキモチ       | 保木本真也 |
| 3    | 12月07日       | 叱られるキモチ     | 保木本真也 |
| 4    | 12月15日       | お兄ちゃんのキモチ | 保木本真也 |
| 5    | 12月22日       | 刑事のキモチ       | 保木本真也 |

### AbemaTVオリジナル2
- 2017年12月30日から2018年1月3日までの毎日23:15 - 翌0:15に5夜連続で配信された[117][118]。
- スピンオフドラマ「夢見るサウナ」が、AbemaTVの公式YouTubeチャンネルにて11月24日より5週連続で配信された[118]。
- 内容はAbemaTVオリジナルとほぼ同じになっている。
- 配信回表示は直近に配信された「AbemaTVオリジナル」からの通算表記となっている。

| 話数 | 配信回 | 初回配信日     | サブタイトル | 脚本     | 演出     |
| ---- | ------ | -------------- | ------------ | -------- | -------- |
| 1    | 第47話 | 2017年12月30日 | AV女優       | 尾崎将也 | 大塚徹   |
| 2    | 第48話 | 12月31日       | 特命の女     | 高山直也 | 大塚徹   |
| 3    | 第49話 | 2018年01月01日 | 帰国偽女     | 尾崎将也 | 秋山純   |
| 4    | 第50話 | 1月02日        | 二股の女     | 高山直也 | 今井和久 |
| 5    | 第51話 | 1月03日        | 会長退陣     | 尾崎将也 | 今井和久 |

## 関連商品

### サウンドトラック
- 特命係長 只野仁 〜音の美学〜 2005年8月3日発売 (avex trax)
  - 劇中BGM（オープニングテーマのフルサイズを含む）と高橋克典らのセリフとで構成。高橋による挿入歌「男の美学」も収録。

### DVD
- 特命係長 只野仁 DVD-BOX：2003年12月17日発売
- 特命係長 只野仁 リターンズ 女弁護士の秘密を暴け!：2005年2月25日発売
- 特命係長 只野仁 セカンド・シーズン（5巻セット）：2005年6月24日発売
- 特命係長 只野仁 スペシャル：2005年10月28日発売
- 特命係長 只野仁 スペシャル'06 高級レストランとおふくろの味：2007年1月24日発売
- 特命係長 只野仁 サードシーズンDVD-BOX：2007年6月22日発売
- 特命係長 只野仁 スペシャル'08 大手銀行派遣女子行員の秘密：2008年4月25日
- 特命係長 只野仁 最後の劇場版：2009年5月2日発売
- 特命係長 只野仁 シーズン4 DVD-BOX：2009年6月5日発売
- 特命係長 只野仁 ファイナル 完全版[注 28]：2012年3月23日発売

リターンズ、2ndシーズンのDVDには特典映像のオリジナルミニドラマ（DVDドラマ）『総務課長 佐川和男』、3rdシーズンのDVDには特典映像のオリジナルミニドラマ（DVDドラマ）『営業課長 野村俊夫&平社員 久保順平「愛が生まれた日」』が収録されている。

## その他

### 他番組にクロスオーバー出演
2004年9月17日、永井大主演のドラマ『ああ探偵事務所』の第11話に、只野が特別出演。役名も、電王堂社員のままで、電王堂に潜入してきた妻木に、事件のカギを握る人物を教えた。
2003年の同枠で放送された『特命係長 只野仁』で、永井大と共演したのがきっかけ。また、『特命係長 只野仁』と『ああ探偵事務所』の製作会社が一緒であること、高橋克典・永井大は同じ事務所で、『特命係長 只野仁』でも、先輩後輩役だったので、そのお返しとして、異例のクロスオーバー出演が実現した。また格闘シーンは、只野のテーマが流れた。

### CM出演
主演の高橋は2004年から久光製薬のフェイタスのCMに出演しているが、2008年11月からは本ドラマの劇場版とタイアップしたCMが放送されている。高橋の他に梅宮辰夫も黒川会長役として特別出演している。

### 備考
CSの再放送頻度が非常に多くファミリー劇場、チャンネルNECO等で何度も再放送されている。
AV女優の起用を続けてきた結果、二次利用に際して連絡の取れない者として映像コンテンツ権利処理機構の 不明権利者リスト に出演者たちが数多く掲載されている。